# SMS Huszár I
Az SMS Huszár I az Osztrák–Magyar Monarchia Huszár-osztályú rombolója (Zerstörer) volt az első világháborúban. Testvérhajói az SMS Ulan, SMS Streiter, SMS Wildfang, SMS Scharfschütze, SMS Uskoke, SMS Huszár II,  SMS Turul, SMS Pandúr, SMS Csikós, SMS Réka, SMS Dinara és az SMS Velebit.

## Pályafutása
1904. augusztus 6-án aláírták az építési szerződést. November 14-én megkezdődött az építése. 1905. április 16-án jóváhagyták a nevét. Június 20-án elkészült, és a sebessége: 28,54 csomó volt. Július 4-én szolgálatba állították. Július 28-án megérkezett Pólába, ahol leszerelték. Kifogásolták az elégtelen szellőzőrendszerét. Felszerelték a lövegeket és a torpedóvető csöveket. Átalakításokat hajtottak végre. A konyhát áthelyezték a fedélzetre. 1906. március 14-én a Földközi-tenger keleti medencéjében végrehajtandó cirkálásra futott ki Teodóból. 1907-ben kicserélték a kazánjait.
1908-ban a Hajóraj kötelékéhez tartozott. Szeptember 15-én felszerelték. December 3-án 07.00-kor kifutott a Cattarói-öbölből, és a partmegfigyelési akció miatt még egy másik parancsnok is a fedélzeten tartózkodott. Miután 12 csomó sebességgel elhaladt a Traste Fok előtt, 163°-os útirányba fordult Budua felé. Az idő tiszta volt, gyenge északi szellő fújt. A hajó parancsnoka átadta a navigációt az őrszolgálatos sorhajóhadnagynak, és beszélgetni kezdett a hídon jelenlévő többi tiszttel. 08.10-kor a hajó zátonyra futott az Albanese Szirten. Annak ellenére, hogy a hajó válságos helyzetben volt, a hajó megmentése mégis lehetségesnek tűnt és megkezdték a mentési munkálatokat. A hajó egészen a hátsó kazántérig felült a sziklákra, a teljes elülső teret elöntötte a víz. Emberveszteség nem volt. December 5-én odaérkezett a Gigant, aztán 3 torpedónaszád és egy uszály. Miután a rombolóból kiemeltek 130 tonna hadianyagot és felszerelést és az üres teret 330-ra növelték a hajó belsejében, december 10-én a Sankt Georg megpróbálta levontatni a Huszárt a zátonyról. A vontatókötelek elszakadtak. A hullámok erősödése miatt felhagytak a további kísérletezéssel. December 11-én a rossz időjárás miatt végleg felhagytak a mentési munkálatokkal. A tatfedélzet víz alá került, az orr rész az orrfedélzet és a parancsnoki híd között behajlott. A jelenlévő Erzherzog Friedrich elveszítette a horgonyát, és megsérült a taterkély, illetve a tatfedélzet több világítóablaka. December 12-én a Huszár lecsúszott a zátonyról és elsüllyedt. A Gigant elhagyta a helyszínt és Trastéba ment, az Erzherzog Friedrich pedig a Cattarói-öbölbe. Egy uszály elsüllyedt, egy másik pedig megfeneklett a parton. A vihar elcsendesedése után a búvárok megkeresték az elsüllyedt rombolót. 15 m-es mélységben találták meg három részre szakadva. December 19-én folytatták a
mentési munkálatokat.
1909 márciusáig több hét munkájával kiemelték a kazánok és a gépi berendezések részeit, a fegyverzetét, és a hajó tatrészét. A hajótest elveszett. A megfeneklett uszályt is leszabadították. Április 10-én a Haditengerészeti Arzenál Parancsnoksága megbízást kapott, hogy a maradványok felhasználásával egy új rombolót építsen. Május 7-én a Huszár parancsnokát, Renner korvettkapitányt, amiért megsértette a szolgálati szabályzatot és nem figyelt oda egyáltalán a navigációra, négyhavi szigorított fogdára ítélték. A büntetést június 24-én kellett megkezdenie (augusztus 18-án azonban elengedték a büntetése hátralévő részét). Bekker sorhajóhadnagyot pedig a kötelességmulasztás és gondatlanság miatt hat havi fogdára ítélték (november 24-én elengedték a hátralévő büntetését).